# Pseudodiamesa nivosa
Pseudodiamesa nivosa är en tvåvingeart som först beskrevs av Maurice Emile Marie Goetghebuer 1928.  Pseudodiamesa nivosa ingår i släktet Pseudodiamesa och familjen fjädermyggor. Inga underarter finns listade i Catalogue of Life.